# Роман Антіохійський
Святий Роман Антіохійський преподобний чудотворець († 5 століття, околиці Антіохії) — візантійський святий та пустельник.

## Життя
Преподобний Роман народився в місті Росі і здійснював свій подвиг пустельника в околицях Антіохії, стягаючи благодатні дари прозорливості та зцілень. За його молитвами Господь дарував багатьом безплідним жінкам радість материнства. Святий Роман був строгим постником, під волосяницею носив важкі вериги. Багато років прожив святий в затворі, не розпалюючи вогню. Досягнувши глибокої старості, він з миром відійшов до Господа (V ст.).
- 27 листопада (за старим стилем 10 грудня) — день пам'яті Романа Антіохійського у православній церкві